# We Both Laughed in Pleasure
We Both Laughed in Pleasure: The Selected Diaries of Lou Sullivan, 1961-1991 (en español: Ambos nos reímos de placer: Los diarios seleccionados de Lou Sullivan, 1961-1991) es un libro de texto basado en los diarios del activista por los derechos de las personas transgénero Lou Sullivan, editado por Ellis Martin y Zach Ozma y publicado en 2019. Incluye un prólogo de la profesora de estudios trans Susan Stryker.
El libro analiza la infancia de Sullivan, su transición, su presión para que se eliminara la heterosexualidad como criterio para la transición médica y sus últimos días viviendo con VIH. 

## Recepción
We Both Laughed in Pleasure fue en general bien recibido. Crispin Long, de Slate, dijo que el libro estaba "pleno de alegría, confusión, lujuria, desesperación, esperanza y encanto". Sasha Geffen, de The Nation, dijo que "prescinde de la narrativa omnipresente de la transición como un inconveniente lúgubre pero necesario". Jeremy Lybarger, escribiendo para The New Yorker, lo llamó "un testimonio radical de la felicidad trans", diciendo que era "conversacional y tierno, casualmente poético y vorazmente sexual".  Gabriel Ojeda-Sagué, de Chicago Review, amplió las reseñas de otros, escribiendo que We Both Laughed in Pleasure es "un libro profundamente erótico. Los diarios de Sullivan registran con gran detalle sus hazañas sexuales, encaprichamientos románticos y complejas relaciones personales. Estas reminiscencias están escritas en un estilo a medio camino entre el vértigo infantil y la descripción hábil, donde se puede sentir que Sullivan se excita con cada entrada que escribe".
We Both Laughed in Pleasure ganó el Premio Literario Lambda de No Ficción Transgénero en 2020.